# 27264 Frankclayton
27264 Frankclayton è un asteroide della fascia principale. Scoperto nel 1999, presenta un'orbita caratterizzata da un semiasse maggiore pari a 2,3496122 au e da un'eccentricità di 0,1670592, inclinata di 8,20124° rispetto all'eclittica.
L'asteroide è dedicato all'insegnante statunitense Frank Clayton Anderson.